# Athlétisme aux Jeux méditerranéens de 1959
Navigation
Les compétitions d'athlétisme des Jeux méditerranéens de 1959 se sont déroulées à Beyrouth, au Liban.
Seules des épreuves masculines sont organisées, les épreuves féminines ne faisant leur apparition qu’à partir de 1967.

## Résultats

### Hommes
| Épreuves          | Or                                                               | Argent                                                                                | Bronze                                                                                     |
| ----------------- | ---------------------------------------------------------------- | ------------------------------------------------------------------------------------- | ------------------------------------------------------------------------------------------ |
| 100 m             | Abdoulaye Seye 10 s 3                                            | Paul Genevay 10 s 6                                                                   | Alain David 10 s 6                                                                         |
| 200 m             | Paul Genevay 20 s 9                                              | Nikolaos Georgopoulos 21 s 5                                                          | Bernard Cahen 21 s 8                                                                       |
| 400 m             | Viktor Šnajder 47 s 1                                            | Hassan Ahmed Ragab 48 s 3                                                             | Vassilios Syllis 48 s 7                                                                    |
| 800 m             | Pierre-Yvon Lenoir 1 min 55 s 4                                  | Tomás Barris 1 min 55 s 8                                                             | Evangelos Depastas 1 min 56 s 1                                                            |
| 1 500 m           | Tomás Barris 3 min 50 s 6                                        | Jean Clausse 3 min 51 s 8                                                             | Evangelos Depastas 3 min 52 s 6                                                            |
| 5 000 m           | Robert Bogey 14 min 31 s 0                                       | Luis García 14 min 32 s 6                                                             | Carlos Pérez 14 min 45 s 0                                                                 |
| 10 000 m          | Hamoud Ameur 30 min 19 s 2                                       | Saïd Gerouani Benmoha 30 min 22 s 4                                                   | Luis García 30 min 24 s 2                                                                  |
| Marathon          | Bakir Ben Aïssa 2 h 24 min 15 s                                  | Miguel Navarro 2 h 27 min 28 s                                                        | Mahmoud Abd El Krim 2 h 35 min 04 s                                                        |
| 110 m haies       | Georgios Marsellos 14 s 5                                        | Marcel Duriez 14 s 5                                                                  | Emilio Campra 15 s 4                                                                       |
| 400 m haies       | Fahir Özgüden 53 s 4                                             | Mongi Soussi Zarrouki 54 s 1                                                          | Abdel Moneim Abdallah 54 s 4                                                               |
| 3 000 m steeple   | Georgios Papavassiliou 9 min 04 s 0                              | Manuel Augusto Alonso 9 min 06 s 2                                                    | Franc Hafner 9 min 09 s 6                                                                  |
| 4 × 100 m         | France Bernard Cahen Alain David Paul Genevay Ali Brakchi 41 s 5 | Grèce 41 s 7                                                                          | Espagne Emilio Francisco Campra José Luis Martínez Jesus Rancaño José Luis Albarran 42 s 2 |
| 4 × 400 m         | Grèce 3 min 15 s 0                                               | France Paul Genevay Jean-Pierre Goudeau Jean Bertozzi Pierre-Yvon Lenoir 3 min 15 s 4 | Égypte 3 min 17 s 6                                                                        |
| 20 km marche      | Georges Attané 1 h 43 min 17 s                                   | Stavros Chatzilaious 1 h 50 min 19 s                                                  | Seulement deux médailles attribuées                                                        |
| Saut en longueur  | Ali Brakchi 7,59 m                                               | Dimitrios Maglaras 7,44 m                                                             | Manuel González 7,24 m                                                                     |
| Triple saut       | Éric Battista 15,82 m                                            | Marc Rabemila 15,47 m                                                                 | Mahmoud Atef Abdel Fattah 15,04 m                                                          |
| Saut en hauteur   | Maurice Fournier 1,99 m                                          | Çetin Sahiner 1,96 m                                                                  | Michel Herrmann 1,90 m                                                                     |
| Saut à la perche  | Rígas Efstathiádis 4,10 m                                        | Fernando Adarraga 3,80 m                                                              | Farid Hanna 3,80 m                                                                         |
| Lancer du poids   | Georgios Tsakanikas 16,97 m                                      | Antonios Kounadis 15,12 m                                                             | Shebel Hassan Farag 14,95 m                                                                |
| Lancer du disque  | Antonios Kounadis 55,02 m                                        | Dako Radoševic 54,01 m                                                                | Georgios Tsakanikas 47,88 m                                                                |
| Lancer du marteau | Krešimir Racic 62,26 m                                           | Frangiskos Politis 55,44 m                                                            | Andreas Kouvelogiannis 53,31 m                                                             |
| Lancer du javelot | Léon Syrovatski 74,10 m                                          | Božidar Miletic 73,80 m                                                               | Myron Anyfandakis 68,80 m                                                                  |
| Décathlon         | Jože Brodnik 6 581 pts                                           | Georgios Marsellos 5 908 pts                                                          | Mohamed Sayed Zaki 5 816 pts                                                               |